# ماريا غيوموندستودير (ممثلة)
ماريا غيوموندستودير هي منتجة أفلام ومصورة وممثلة آيسلندية، ولدت في 12 فبراير 1942 في ريكيافيك في آيسلندا.